# Heratemita
Genre
Synonymes
- Heratemis Simon, 1899 nec Walker, 1860

Heratemita est un genre d'araignées aranéomorphes de la famille des Salticidae.

## Distribution
Les espèces de ce genre se rencontrent en Indonésie à Sumatra et aux Philippines.

## Liste des espèces
Selon World Spider Catalog (version 18.0, 09/04/2017) :
- Heratemita alboplagiata (Simon, 1899)
- Heratemita chrysozona (Simon, 1899)
- Heratemita tenenbaumi Prószyński & Deeleman-Reinhold, 2012

## Publications originales
- Strand, 1932 : Miscellanea nomenklatorica zoologica et palaeontologica, III. Folia Zoologica et Hydrobiologica, vol. 4, p. 133-147.
- Simon, 1899 : Contribution à la faune de Sumatra. Arachnides recueillis par M. J. L. Weyers, à Sumatra. (Deuxième mémoire). Annales de la Société entomologique de Belgique, vol. 43, p. 78-125 (texte intégral).